# 安宁州

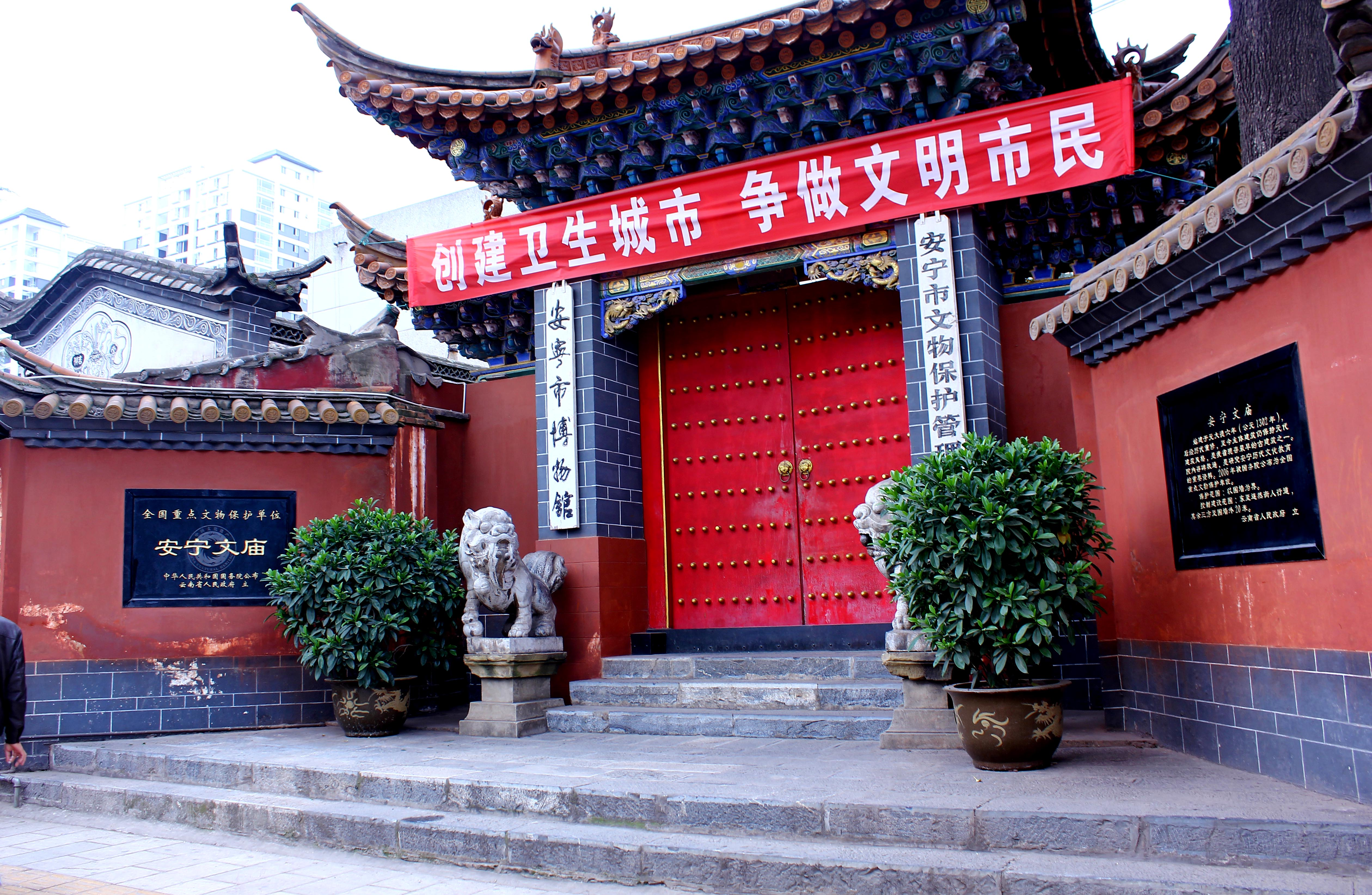
安宁文庙，始建于元大德年间

安宁州，是元明清时期云南的一个散州，今为安宁市。元朝属中庆路，下州，明朝、清朝属云南府，考评冲、繁。师范在《滇系》中评价安宁州“据会垣之肘腋，实西迤之门庭”。

## 历史
元宪宗七年（1257年），在今晋宁设阳城堡万户府，安宁属阳城堡万户辖区。至元三年（1266年）设安宁千户所，十二年（1275年）改为州。同年，又说十三年（1276年），划原安宁千户碌琫、化泥、骥琮笼地设禄丰县，属安宁州。十三年（1276年），在那龙城设三泊县，划属昆阳州。二十四年（1287年），降罗次州为罗次县，二十七年（1290年）划属安宁州。
明弘治十三年（1500年），罗次县划出，直隶于云南府。清康熙五年（1666年）裁撤安宁守御千户所，屯田划归安宁州。康熙二十六年（1687年），裁撤云南左、前、右三卫，安宁州内卫所屯田划归属地。康熙三十三年（1694年），将原安宁所部分屯田划归易门县。雍正三年（1725年），将原三泊县地从昆阳州划归安宁州。雍正九年（1731年），禄丰县划出，直属于云南府。
咸丰七年（1857年），昆阳回民起义军马兴领兵攻克安宁州城，自署知州。九年（1859年）正月，州人谢连科、武举杨煜闾于禄脿大千寺召集乡勇，收复州城。同年八月，谢连科在海口兵败，新兴回民起义军田庆余追击攻克安宁州城，斩杀知州庆安、吏目杜鸿钧。十年（1860年）六月，清军收复州城。十一年（1861年），田庆余部再次攻克安宁州城。同治元年（1862年），田庆余败，退离州城。二年（1863年），回民起义军第三次攻克州城。六年（1867年）杜文秀东征，七年（1877年）正月，大司马马清率起义军第四次攻破州城。八年（1869年），岑毓宝率清军围攻安宁，于八月十六日破城，马清退至禄丰被擒。
民国二年（1913年），云南省裁厅、州，一律改成为县，安宁州改为安宁县。

## 人口
明洪武年间，安宁州有1,128户、5,892人，嘉靖年间1,748户、21,497人，崇祯年间1,666户、21,588人，清康熙初年增至32,217人，雍正年间有3,408户、27,264人（含泊境）。咸同年间因云南回变，安宁人口骤减，光绪九年（1883年）降至3,290户、11,439人。宣统二年（1910年），增长至8,520户、50,255人。长期以来境内汉、夷杂居，夷人以倮倮（彝族）、僰人（白族）为主，清中后期已汉化。

## 行政区划
明朝时期，编户为10里。
习惯上将原三泊县辖区称为“泊境”。为便于催办田赋，清雍正年间，将泊境以外划为四坊六里，每坊、里列十甲，四坊六里为：善政坊、善教坊、通清坊、聚宝坊、第一里、第二里、象池里、温泉里、青龙里、新生里。泊境催办钱粮使用顺庄滚单法，无坊里名号。
光绪年间，划为州城市与东、南、西、北四乡，东乡辖45村，南乡辖鸣矣河市、小龙潭市、八街市及92村，西乡辖草铺市、禄脿市、三泊市及31村，北乡辖迤龙市及31村。
清末，全州划为东、南、西、北四界与上、中、下三保，界、保设团保局。

## 政治
明代，官吏设置为流官知州一人、土官知州一人（后裁）、同知一人（崇祯年裁）、州判一人（后裁）、吏目一人、学正一人、训导一人、医学一人、僧正道纪阴阳典术各一人。州属机构有常平仓、税课局、僧正司、东桥巡检司、禄脿巡检司、安宁驿、禄脿驿、旌善亭、申明亭等，东桥巡检司于弘治八年（1495年）裁撤。除州属机构外还设有布政司分司、按察司分司、安宁盐课提举司、安宁守御千户所。
清代，官吏设置为知州一人、吏目一人、学正一人、训导一人、医学一人、僧正一人、道正一人、阴阳典术一人。州属机构初有学正署、训导署、吏目署、常平仓、公馆、生生馆，后又建社仓、丰盈库、养济院、掩骼会。

## 文化
安宁州学，元大德年间始建，内有明伦堂、博文斋、约礼斋，后有射圃。安宁文庙在州学之西，与州学同时建立，2006年列入第六批全国重点文物保护单位。明洪武年后，“人多习儒，诵读之声遍于闾巷”。
明清两朝，安宁州共有进士18人。
| 姓名   | 科目                           | 仕途                               |
| ------ | ------------------------------ | ---------------------------------- |
| 杨一清 | 成化壬辰科（1472年）           | 官至大学士，赠太保，谥文襄         |
| 张素   | 嘉靖癸未科（1523年）           | 官至右都御史，巡抚四川             |
| 朱化孚 | 万历壬辰科（1592年）           | 官至湖广按察使                     |
| 杨师程 | 万历戊戌科（1598年）           | 官至长芦巡盐御史                   |
| 赵日亨 | 万历辛丑科（1601年）           | 官至贵州左布政使                   |
| 陈玺   | 崇祯辛未科（1631年）           | 官至永历朝太常寺卿，监督四川学政   |
| 刘凌云 | 康熙甲戌科（1694年）           | 官至直隶平山知县                   |
| 段曦   | 康熙丁丑科（1697年）           | 官至河南道御史                     |
| 段昕   | 康熙庚辰科（1700年）           | 官至户部湖广司主事                 |
| 戴成宪 | 乾隆丁巳恩科（1737年）         |                                    |
| 杨昭   | 乾隆己酉科（1789年）           | 官至工科掌印给事中                 |
| 戴名沅 | 嘉庆壬戌科（1802年）           | 官至江西永丰知县                   |
| 李堃   | 嘉庆乙丑科（1805年），钦赐进士 | 给编修衔                           |
| 傅绶   | 嘉庆甲戌科（1814年）           | 官至翰林院编修                     |
| 张琴   | 道光癸未科（1823年）           | 官至湖南岳常澧兵备道，署湖南按察使 |
| 段荣恩 | 道光丙戌科（1826年）           | 官至四川富顺知县                   |
| 张榕荫 | 光绪壬辰科（1892年）           | 官至安徽怀远知县                   |
| 段献增 | 光绪戊戌科（1898年）           | 官至直隶盐山知县                   |

## 城池
安宁守御千户所城，洪武二十四年（1891）建，千户朱寿筑为千户所，周长2里180步，开有四门，后倒圮。万历四年（1576年），知州姚继先在原所城以北筑砖城，改称安宁州城，以原所城北门为南门，周长5里，高2丈2尺，东、北两侧为螳螂川，无护城河。安宁州城开有四门：东为拱华门，南为临禄门，西为洪源门，北为浴德门，另有小西门，长期封闭。康熙四十一年（1702年），知州高重修，改南门称南薰门。雍正九年（1731年），知州杨若椿增修，在东门两侧凿吞海门、煮海门便于取盐，改道螳螂川流经城墙南侧，又在西侧修护城水沟。民国三十年（1941年），中国远征军进驻安宁城，军方以不必要且阻碍交通为由，派兵拆除城墙、城楼，砖石木料用于修筑碉堡、兵营、花台、街道，城池大部无存，仅太极山上残存一段城墙根基，现以“太极山古城墙遗址”名义列入安宁市文物保护单位名录。

## 引用
1. 1 2 3 4 5  元史 1976，第1459-1460页，卷六十一·地理志·云南诸路行中书省："安宁州，下。唐初置安宁县，隶昆州。阁罗凤叛唐后，乌、白蛮迁居。蒙氏终，善阐酋孙氏为安宁城主，及袁氏、高氏互有其地。元宪宗七年，隶阳城〔堡〕万户。至元三年，立安宁千户。十二年，改安宁州。领二县：禄丰，下。在州西，治白村，其地瘴热，非大酋所居，惟乌、杂蛮居之，迁徙不常。至元十二年，割安宁千户之碌琫、化泥、骥琮笼三处立禄丰县。因江中有石如甑，俗名碌琫，译谓碌为石，琫为甑，讹为今名。罗次。下。在州北，治压磨吕白村，本乌蛮罗部，地险俗悍。至元十二年，因罗部立罗次州，隶中庆路。二十四年，改州为县。二十七年，隶安宁州。"
2. ↑  清史稿 1976，卷七十四·地理志·云南，第9册2324页："安宁州冲，繁。府西七十里。"
3. ↑  嘉庆滇系 1968，卷一·疆域，第38页："安宁州……元初其地隶于阳城堡万户府至元初立安宁千户所后改为安宁州今因之据会垣之肘腋实西迤之门庭"
4. ↑  道光云南志钞 1995，卷一·地理志，第9页："府西七十里为安宁州……据会垣之肘腋，为迤西之门户。"
5. ↑  光绪滇南志略 1881，卷一·云南府，第61-62页："安宁州……乃拓东之锁钥，迤西之户庭也。"
6. ↑  元史 1976，第1459页，卷六十一·地理志·云南诸路行中书省："晋宁〔州〕，下。唐晋宁县，蒙氏、段氏皆为阳城堡部。元宪宗七年，立阳城堡万户。至元十二年，改晋宁州。"
7. ↑  嘉庆重修一统志 2008，第399页："禄丰县在府城西北二百十里……元初隶安宁千户至元十三年始置禄丰县属安宁州明属云南府本朝因之"
8. ↑  元史 1976，第1460页，卷六十一·地理志·云南诸路行中书省："三泊，下。至元十三年，于那龙城立县。"
9. ↑  道光云南通志稿 1836，卷三十二·建置志·沿革·云南府，第十四页："安宁州。<又>元宪宗七年立阳城万户府至元三年立安宁千户十二年改安宁州领二县禄丰罗次<又>至元十三年于那龙城立三泊县属昆阳州谨案三泊县今并入安宁故附列于此"
10. ↑  明孝宗实录 1962，卷一六五，第3003-3004页："（弘治十三年八月壬辰）以雲南安寧州羅次縣徑隸雲南府"
11. 1 2  康熙云南通志 1691，卷四·建置·云南府，第六页："安宁州……本朝因之康熙五年裁安宁所康熙二十六年又裁左前右三卫分境屯赋并州"
12. 1 2 3  乾隆云南通志 1736，卷四·建置·云南府，第十六页："安宁州……本朝因之康熙五年裁安宁所康熙二十六年又裁左前右三卫分境屯赋并州三十三年又拨安宁所九伍屯赋归易门县雍正三年又以原裁入昆阳之三泊县归安宁州雍正九年改禄丰县隶本府"
13. ↑  安宁县志（1997年），第10页
14. ↑  续云南通志长编（1985年），第1080页
15. ↑  续云南通志长编（1985年），第1086页
16. ↑  雍正安宁州志 2009，卷九·田赋志，第517页："户口。汉唐年久无考明洪武年一千一百二十八户五千八百九十二口嘉靖年一千七百四十八户二万一千四百九十七口崇祯年一千六百六十六户二万一千五百八十八口 本朝雍正年州境泊境共三千四百零八户"
17. 1 2  安宁县志（1997年），第67页
18. ↑  安宁县志（1997年），第68页
19. 1 2  光绪滇南志略 1881，卷一·云南府·安宁州，第65页："所属汉、夷杂居，相沿既久。自明洪武间，人多习儒，诵读之声遍于闾巷，科目之盛，济美后先，文物、衣冠几与中州埒。俗尙简约，不事浮夸。乡人多负薪自给，倮、僰之性，喜祷鬼神，近亦薰陶教化，渐符汉俗矣。"
20. ↑  明一统志 1998，云南府，第174页："安宁州……元初隶阳城堡万户府，至元初，立安宁千户所，后改为州。本朝因之，编户一十里，领县二。"
21. ↑  雍正安宁州志 2009，卷九·田赋志·坊里附，第519页："州治田赋无多约为坊里以便催办设四坊六里每坊每里中列十甲以註粮户按籍以稽甚为简要 善政坊 善教坊 通清坊 聚宝坊 第一里 第二里 象池里 温泉里 青龙里 新生里 泊境催办钱粮系用顺庄滚单无坊里之号"
22. ↑  光绪续云南通志稿 1966，卷三·地理志·舆图表·安宁州舆图，第644-646页："乡镇。州城市 东乡大小四十五村 南乡鸣矣河市小龙潭市八街市大小九十二村 西乡草铺市禄脿市三泊市大小三十一村 北乡迤龙市大小三十一村"
23. ↑  安宁县志（1997年），第57页
24. ↑  万历云南通志 2007，卷五·建设·云南府："安宁州流官知州一人土官知州一人同知一人吏目一人"
25. 1 2  雍正安宁州志 2009，卷十四·官师志，第531页："官制。汉设连然县萧齐改设安宁郡元设守御千户所随改为安宁州明因之初设知州一员州同一员崇正（按：应为祯）年裁州判一员久裁吏目一员儒学学正一员训导一员提举司一员裁移琅井东桥巡检一员裁禄脿巡检一员裁税课司大使一员裁常平仓大使一员裁安宁驿驿丞一员裁禄脿驿驿丞一员裁医学一员僧正道纪阴阳典术各一员世知州一员裁本朝设知州一员吏目一员儒学学正一员训导一员医学一员僧正一员道正一员阴阳典术一员"
26. 1 2  景泰云南图经志书 2002，卷一·云南府·安宁州，第54页："公廨。布政司分司〈在州治之西。〉按察司分司〈在州治之西，禄丰亦有之。〉州治。〈在城外二里，内有吏目厅，洪武十六年建置。其常平仓、税课局、僧正司散置于州近。东桥巡检司在州东，禄脿巡检司去州之西八十里。旌善、申明二𠅘在州前，禄丰、罗次亦有之。〉禄丰县。〈去州治一百八十里，有典史厅。所属南平关巡检司去县西二十里，医学在其西。〉罗次县。在州治之北一百里，有典史厅，所属炼象关巡检司去县西一百里。安宁盐课提举司。〈在州治之西，洪武十六年建置，有吏目厅，所属盐课司在提举司之西。〉安宁守御千戸所。〈在州治之西南，城内有吏目厅，洪武二十四年建置，领所镇抚一，百户所十。其城周围三里馀，开东、西、南、北四门，领堡四：曰安宁、曰禄脿、曰炼象关、曰禄丰。"
27. ↑  明史 1974，第1172页，卷四十六·地理志·云南："安宁州西有呀嵕山，有煎盐水，设盐课提举司，辖盐井四。天启三年改设于琅井，此司遂废。又南有螳蜋川。西有安宁河。又有禄脿、贴琉二巡检司。东距府八十里。领县一。"
28. ↑  方国瑜（1987年），第1172页
29. ↑  明孝宗实录 1962，卷一〇三，第1882页："（弘治八年八月庚申）裁革雲南布政司礦參議曲靖鶴慶二府土官知事安寧州東橋金齒司浪滄江二廵檢司廵檢"
30. ↑  乾隆云南通志 1736，卷十八·公署·云南府，第六十五页："安宁州署……学正署……训导署……吏目署……常平仓……公馆……生生馆……"
31. ↑  道光云南通志稿 1836，卷三十七·建置志·官署·云南府，第二十至二十一页："安宁州。知州署……学正署……训导署……吏目署……常平仓……社仓……丰盈库……公馆……养济院……生生馆……掩骼会……汛防把总署……演武场……"
32. ↑  景泰云南图经志书 2002，卷一·云南府·安宁州，第52页："至到。铺舍。在州者四：曰州前，曰始甸，曰小城邑，曰禄脿。"
33. ↑  景泰云南图经志书 2002，卷一·云南府·安宁州，第55页："文庙。〈在州学之西，其建置同时。年久倾圮。宣德间，土官知州董福海并学重新之，视旧规有加焉。"
34. ↑  雍正安宁州志 2009，卷十六·选举志，第539页
35. ↑  光绪安宁州续志 1879，卷二·选举志，第642页，卷三·人物志，第655-656页
36. ↑  道光云南通志稿 1836，卷一百三十七·选举志·进士
37. ↑  光绪云南通志 1894，卷一百四十七·选举志·进士
38. ↑  新纂云南通志 2007，第2册330-336页，卷十六·历代贡举徵辟表·清文进士表
39. ↑  康熙云南通志 1691，卷八·城池·云南府，第二页："安宁州城。明洪武二十四年千户朱寿筑为千户所万历丙子知州姚继先筑今城周九百一十九丈高二丈二尺东依螳川其三面无池"
40. ↑  正德云南志 1990，卷二·云南府，第136页："城池。安宁所城洪武二十四年建周围二里一百八十步有四门"
41. 1 2 3  乾隆云南通志 1736，卷六·城池·云南府，第二页："安宁州城。旧有守御所城在今州南明洪武二十四年千户朱寿筑后圮万历三年知州姚继先筑砖城于今地即以旧北门为南门州五里有奇高二丈二尺 本朝康熙四十一年知州高重修雍正九年知州杨若椿增修东北依螳螂川为池其二面无池"
42. 1 2 3  雍正安宁州志 2009，卷六·城池志，第506页："辟八门东曰拱华毁于火州守高修南曰临禄毁于兵州守高重建改颜曰南薰西曰洪源州守高修北曰浴德将倾其四门无楼今惟夹东门而凿者曰吞海曰煮海开之以便汲道其二门则塞焉至池则南东北三门皆倚堂琅川水之旋绕西城之池因蹊作浍穿洪源门外寿昌桥而过随城转北历东会于堂琅川中其浅狭殊甚也"
43. ↑  康熙云南府志 2009，卷三·建设志·城池，第72页："安宁州……五门四楼小西门久塞今止四门"
44. ↑  安宁县志（1997年），第347页